# Рошфор (Бельгия)
Рошфо́р (фр. Rochefort) — город в бельгийской провинции Намюр, у подножия Арденн, которые здесь изобилуют пещерами. Население — 12 тыс. жит. (2006).
Как следует из его имени («крепкая скала»), первоначально это была крепость на дороге из Льежа в Буйон, разрушенная в 1636 году маршалом Шатийоном. В XVII—XVIII веках Рошфором владел франконский род Лёвенштейнов.
Современный город известен фестивалем юмористов и аббатством Нотр-Дам, монахи которого варят знаменитое траппистское пиво.
В окрестностях расположены королевские замки Арденн и Сьерньон. Рошфор — место жительства экс-первой ракетки мира Жюстин Энен.
|                              |  |                              |  |                 |
| Замок Лаво-Сент-Анн (XV век) |  | Аббатство Нотр-Дам в Рошфоре |  | Фасад аббатства |